# Jean Lozi
Jean Lozi est le nom de plume de Jean Raymond Ziolkowski (26 mars 1929 - 30 avril 2005), journaliste et écrivain alsacien.

## Biographie
Jean Lozi est né le 26 mars 1929 à Auneau. Il fait une partie de ses études au collège de Matzenheim. En 1946, il devient président fédéral de la JOC en Eure-et-Loir. Il est ensuite éducateur spécialisé au centre Mertian à Andlau puis rejoint l’école Théophile-Roussel à Montesson (Seine-et-Oise) avant d’être directeur d'établissement pour jeunes inadaptés dans le centre-ouest. En 1963, il change de métier afin de se consacrer au journalisme et à la littérature. Il entre alors aux Dernières Nouvelles d'Alsace où il occupe successivement plusieurs postes tout en continuant à écrire ses chroniques.
Aux DNA, en 1972, il lance une coopération avec les écoles et développe, avec Marcel Spiesser, le journal à l’école (une page chaque mois était réservée afin de publier des reportages, entièrement conçus et réalisés par des élèves (enquêtes, photos, rédaction, mise en page)).
Il s’implique auprès de la jeunesse mais également dans l’histoire et la culture locale et est notamment secrétaire général de l'Institut des arts et traditions Populaires d'Alsace.
Il écrit des romans pour la jeunesse et traduit également des auteurs étrangers.
Habitant Ebersmunster, il en sera adjoint au maire et s’implique fortement dans le festival musical les Heures Musicales d’Ebersmunster dont il s’attache à donner une dimension internationale
Il est fait officier des Arts et des Lettres par décret du 31 janvier 1985.
Il meurt le 30 avril 2005 à Saint-Dié-des-Vosges et est enterré à Ebersmunster, Bas-Rhin.

### Livres
- Les Enfants de sable, L'Amitié par le Livre, 1957
- La Chasse de Jocelyn, éditions Alsatia, coll. « Signe de Piste » (no SDP 171), 1965
- Les Cent Dieux, éditions Alsatia, coll. « Signe de Piste » (no RN 47), 1967
- Le Commandant, éditions Alsatia, coll. « Signe de Piste » (no SDP 195), 1968
- La Prison verte, Paris, Robert Laffont, coll. « Plein Vent » (no 138), 1982, 216 p..
- Le Tour d'Alsace par deux enfants, Colmar, J. D. Bentzinger, 1999, 160 p.
- Elsas'scopie, Colmar, J. D. Bentzinger, 2000 - sous le pseudonyme de Hans em Wunderloch
- L'Apprenti, Publibook Des Ecrivains, 2001

### Articles
- En parlant "vacances", n°9, janvier 1954, p. 5-8.
- Pour la franchise, n°22, avril 1957, p. 16-17.
- Autour du congrès de Zagreb. Impressions de Yougoslavie, n°13, janvier 1955, p. 12-14.
- Reportage Liaisons : Un éducateur français en Pologne, n°31, juillet 1959, p. 16-20.